# Frigga rufa
Frigga rufa är en spindelart som först beskrevs av Lodovico di Caporiacco 1947.  Frigga rufa ingår i släktet Frigga och familjen hoppspindlar. Inga underarter finns listade i Catalogue of Life.